# Pediciidae
Die Pediciidae sind eine Familie der Insekten aus der Ordnung der Zweiflügler (Diptera). Sie sind eng verwandt mit den Schnaken und Stelzmücken und wurden bis 1982 als Unterfamilie einer dieser Familien angesehen. Als solche sind sie noch in zahlreichen Bearbeitungen und Verzeichnissen aufgeführt. Einige Taxonomen, insbesondere in Nordamerika, betrachten sie weiterhin als Unterfamilie, in Europa ist aber die Einstufung als Familie heute weithin akzeptiert. Die Familie umfasst weltweit 10 Gattungen mit etwa 500 Arten, davon 67 in Europa.

## Imagines
Wie alle Schnaken, Stelzmücken und Verwandte sind die Pediciidae relativ große, langbeinige Mücken mit langgestrecktem Hinterleib. Sie weisen im Wesentlichen die Merkmale ihrer Verwandtschaft auf, wie z. B. eine v-förmige Naht auf dem Mesonotum und das Fehlen von Ocellen. Unter den anderen Stelzmückenartigen sind die Pediciidae charakterisiert durch eine Kombination von behaarten Augen, Fortsätzen (Spornen) an den Tibien und speziellen Merkmalen im Flügelgeäder. Im Gegensatz zu den echten Schnaken (Tipulidae) ist der Kopf nicht nach vorn zu einem Rostrum verlängert. Größte europäische Art ist Pedicia rivosa mit einer Flügellänge von 25 mm. Die Pediciidae leben meist an beschatteten, feuchten Orten, nahe den Habitaten (meist Gewässern), in denen sich ihre Larven entwickelt haben.

## Larven
Die Larven der Pediciinae sind lang gestreckt und walzenförmig. Die kleine, nach hinten geöffnete („hemicephale“) Kopfkapsel kann in den Körper zurückgezogen werden und ist dann nicht sichtbar. Am Kopf sitzen ein Paar kurzer Antennen und lange, sichelförmige Mandibeln, die manchmal innen große Zähne tragen. Zwischen den Mandibeln ist eine halbkreisförmig nach vorn gestreckte Hypostomalplatte sichtbar, die eine unterschiedliche Anzahl langer Zähne trägt. Der in sich gleichförmig gegliederte, meist weißlich gefärbte Körper trägt auf der Bauchseite manchmal kissenförmige, bedornte Kriechwülste (Gattung Ula) oder fünf Paare von kranzförmig bedornten Scheinfüßchen (Pseudopodien) (Gattung Dicranota). Bei der Gattung Pedicia trägt er zwei warzenförmige, kleine Ausstülpungen. Ähnlich den Tipulidenlarven tragen Pediciidenlarven am Hinterende zwei auffallende und große Stigmen, die auf einer sklerotisierten, dunkel gefärbten Stigmenplatte sitzen. Es sind aber immer weniger lappen- oder fingerförmige Randanhänge als bei den Schnakenlarven (bei diesen: sechs) vorhanden, in der Regel nur zwei. Da diese dann wie Antennen aussehen können, kann man leicht Vorder- und Hinterende der Tiere verwechseln (vor allem, wenn der Kopf zurückgezogen ist). Zusätzlich zu den Randlappen sind meist zwei Paar kürzere, zurückziehbare Analpapillen vorhanden.
Pediciidenlarven sind in ihrer Lebensweise recht vielseitig. Die Larven der Gattung Ula ernähren sich von Pilzen in teilweise zersetztem Totholz in Wäldern. Die meisten anderen Arten leben in oder am Ufer von Gewässern. Viele ernähren sich wie die Schnakenlarven von Falllaub und anderen weichen, teilweise zersetzten Pflanzenresten. Die Larven der Gattungen Pedicia und Dicranota sind Räuber. Man findet sie in Fließgewässern, häufig in Bächen, von Tieflandsbächen bis hin zu Gebirgsbächen. Pedicia-Larven benötigen sauberes und kaltes Wasser, man findet sie vor allem in Quellen.
Die meisten Arten bilden eine Generation pro Jahr (monovoltin), einige können zwei Generationen (bivoltin) ausbilden.

## Systematik
Die Familie umfasst 10 rezente Gattungen in 2 Unterfamilien.
- Pediciinae
  - Dicranota
  - Fragisternella†
  - Heterangaeus
  - Malaisemyia
  - Nasiternella
  - Nipponomyia
  - Ornithodes
  - Pedicia
  - Savchenkoiana
  - Tricyphona

- Ulinae
  - Ula